# Supercopa de Europa 1993
La Supercopa de Europa 1993 fue la 18.ª edición de la Supercopa de Europa que se disputaba anualmente entre los ganadores de la Liga de campeones y de la Recopa de Europa.
La competición la jugaron el AC Milan de Italia (subcampeón de la Copa de Europa 1992-93, ya que el Olympique de Marsella campeón de esa edición fue suspendido debido a un escándalo de amaño de partidos) y el Parma de Italia (vencedor de la Recopa de Europa 1992-93).
Se disputó a doble partido los días 12 de enero y 2 de febrero de 1994.
El primer encuentro, jugado en Parma, acabó con victoria del Milan por 0 a 1, mientras que el segundo encuentro, disputado en Milán, finalizó con el resultado de 0 a 2 para el Parma.
Tras el cómputo global de 2-1, el Parma alzó su primer título en esta competición.

## Partido de ida
| 12 de enero de 1994 | Parma | 0:1 (0:1) | Milan       | Stadio Ennio Tardini, Parma                                          |                                                                      |
|                     |       | Reporte   | - Papin 43' | Asistencia: 8.083 espectadores Árbitro(s): Manuel Díaz Vega (España) | Asistencia: 8.083 espectadores Árbitro(s): Manuel Díaz Vega (España) |

| 1          | POR        | Marco Ballotta    |     |
| 2          | DEF        | David Balleri     |     |
| 3          | DEF        | Antonio Benarrivo | 77' |
| 4          | DEF        | Lorenzo Minotti   |     |
| 5          | DEF        | Luigi Apolloni    |     |
| 6          | MED        | Roberto Sensini   |     |
| 7          | MED        | Tomas Brolin      |     |
| 8          | MED        | Gabriele Pin      |     |
| 9          | MED        | Massimo Crippa    |     |
| 10         | DEL        | Gianfranco Zola   |     |
| 11         | DEL        | Faustino Asprilla |     |
| Entrenador | Entrenador | Nevio Scala       |     |

| 1          | POR        | Sebastiano Rossi      |     |
| 2          | DEF        | Mauro Tassotti        |     |
| 3          | DEF        | Paolo Maldini         |     |
| 4          | DEF        | Demetrio Albertini    | 70' |
| 5          | DEF        | Alessandro Costacurta |     |
| 6          | MED        | Franco Baresi         |     |
| 7          | MED        | Stefano Eranio        |     |
| 8          | MED        | Marcel Desailly       |     |
| 9          | MED        | Jean-Pierre Papin     |     |
| 10         | DEL        | Dejan Savićević       | 87' |
| 11         | DEL        | Roberto Donadoni      |     |
| Entrenador | Entrenador | Fabio Capello         |     |

| 15 | DEF | Alberto Di Chiara | 77' |

| 13 | DEF | Christian Panucci | 87' |
| 16 | DEL | Daniele Massaro   | 70' |

| Anotado | 43' | Jean-Pierre Papin | 0-1 |

| Árbitro | Manuel Díaz Vega |

| 1          | POR        | Marco Ballotta    |     |
| 2          | DEF        | David Balleri     |     |
| 3          | DEF        | Antonio Benarrivo | 77' |
| 4          | DEF        | Lorenzo Minotti   |     |
| 5          | DEF        | Luigi Apolloni    |     |
| 6          | MED        | Roberto Sensini   |     |
| 7          | MED        | Tomas Brolin      |     |
| 8          | MED        | Gabriele Pin      |     |
| 9          | MED        | Massimo Crippa    |     |
| 10         | DEL        | Gianfranco Zola   |     |
| 11         | DEL        | Faustino Asprilla |     |
| Entrenador | Entrenador | Nevio Scala       |     |

| 1          | POR        | Sebastiano Rossi      |     |
| 2          | DEF        | Mauro Tassotti        |     |
| 3          | DEF        | Paolo Maldini         |     |
| 4          | DEF        | Demetrio Albertini    | 70' |
| 5          | DEF        | Alessandro Costacurta |     |
| 6          | MED        | Franco Baresi         |     |
| 7          | MED        | Stefano Eranio        |     |
| 8          | MED        | Marcel Desailly       |     |
| 9          | MED        | Jean-Pierre Papin     |     |
| 10         | DEL        | Dejan Savićević       | 87' |
| 11         | DEL        | Roberto Donadoni      |     |
| Entrenador | Entrenador | Fabio Capello         |     |

| 15 | DEF | Alberto Di Chiara | 77' |

| 13 | DEF | Christian Panucci | 87' |
| 16 | DEL | Daniele Massaro   | 70' |

| Anotado | 43' | Jean-Pierre Papin | 0-1 |

| Árbitro | Manuel Díaz Vega |

## Partido de vuelta
| 02 de febrero de 1994 | Milan | 0:2 (0:1) | Parma                      | San Siro, Milán                                                        |                                                                        |
|                       |       | Reporte   | - Sensini 23' · Crippa 95' | Asistencia: 24.074 espectadores Árbitro(s): Kurt Röthlisberger (Suiza) | Asistencia: 24.074 espectadores Árbitro(s): Kurt Röthlisberger (Suiza) |

| 1          | POR        | Sebastiano Rossi      |     |
| 2          | DEF        | Christian Panucci     |     |
| 3          | DEF        | Paolo Maldini         |     |
| 4          | DEF        | Demetrio Albertini    | 64' |
| 5          | DEF        | Alessandro Costacurta |     |
| 6          | MED        | Franco Baresi         |     |
| 7          | MED        | Brian Laudrup         | 76' |
| 8          | MED        | Marcel Desailly       |     |
| 9          | MED        | Jean-Pierre Papin     |     |
| 10         | DEL        | Roberto Donadoni      |     |
| 11         | DEL        | Daniele Massaro       |     |
| Entrenador | Entrenador | Fabio Capello         |     |

| 1          | POR        | Marco Ballotta      |      |
| 2          | DEF        | Antonio Benarrivo   |      |
| 3          | DEF        | Alberto Di Chiara   |      |
| 4          | DEF        | Lorenzo Minotti     |      |
| 5          | DEF        | Salvatore Matrecano |      |
| 6          | MED        | Roberto Sensini     |      |
| 7          | MED        | Tomas Brolin        |      |
| 8          | MED        | Gabriele Pin        |      |
| 9          | MED        | Massimo Crippa      |      |
| 10         | DEL        | Gianfranco Zola     | 104' |
| 11         | DEL        | Faustino Asprilla   |      |
| Entrenador | Entrenador | Nevio Scala         |      |

| 15 | DEL | Gianluigi Lentini | 64' |
| 16 | MED | Angelo Carbone    | 76' |

| 15 | MED | Daniele Zoratto | 104' |

| Anotado | 23' | Roberto Sensini | 0-1 |
| Anotado | 95' | Massimo Crippa  | 0-2 |

| Árbitro | Kurt Röthlisberger |

| 1          | POR        | Sebastiano Rossi      |     |
| 2          | DEF        | Christian Panucci     |     |
| 3          | DEF        | Paolo Maldini         |     |
| 4          | DEF        | Demetrio Albertini    | 64' |
| 5          | DEF        | Alessandro Costacurta |     |
| 6          | MED        | Franco Baresi         |     |
| 7          | MED        | Brian Laudrup         | 76' |
| 8          | MED        | Marcel Desailly       |     |
| 9          | MED        | Jean-Pierre Papin     |     |
| 10         | DEL        | Roberto Donadoni      |     |
| 11         | DEL        | Daniele Massaro       |     |
| Entrenador | Entrenador | Fabio Capello         |     |

| 1          | POR        | Marco Ballotta      |      |
| 2          | DEF        | Antonio Benarrivo   |      |
| 3          | DEF        | Alberto Di Chiara   |      |
| 4          | DEF        | Lorenzo Minotti     |      |
| 5          | DEF        | Salvatore Matrecano |      |
| 6          | MED        | Roberto Sensini     |      |
| 7          | MED        | Tomas Brolin        |      |
| 8          | MED        | Gabriele Pin        |      |
| 9          | MED        | Massimo Crippa      |      |
| 10         | DEL        | Gianfranco Zola     | 104' |
| 11         | DEL        | Faustino Asprilla   |      |
| Entrenador | Entrenador | Nevio Scala         |      |

| 15 | DEL | Gianluigi Lentini | 64' |
| 16 | MED | Angelo Carbone    | 76' |

| 15 | MED | Daniele Zoratto | 104' |

| Anotado | 23' | Roberto Sensini | 0-1 |
| Anotado | 95' | Massimo Crippa  | 0-2 |

| Árbitro | Kurt Röthlisberger |

|                   |
| Bandera de Italia |
| Campeón Parma     |
| 1° Título         |